# Mediaset 5
Mediaset 5 — пятый мультиплекс наземного цифрового телерадиовещания Италии, созданный акционерным обществом Elettronica Industriale из медиагруппы Mediaset. Вещает на 42-й метровой частоте V поддиапазона UHF на Сардинии, на 54-й частоте V поддиапазона UHF в Калабрии и на 56-й частоте V поддиапазона UHF по всей Италии. В его диапазоне работает 691 передатчик.

## Телеканалы
| Номер канала | Название            | Примечания           |
| ------------ | ------------------- | -------------------- |
| 311 455      | Sky Uno             | Платный (Sky Italia) |
| 312 456      | Sky Atlantic        | Платный (Sky Italia) |
| 313 457      | Fox                 | Платный (Sky Italia) |
| 314 458      | National Geographic | Платный (Sky Italia) |
| 372 472      | Sky Sport Uno HD    | Платный (Sky Italia) |
| 381 481      | Sky Sport 24        | Платный (Sky Italia) |
| 382 482      | Sky Sport Uno       | Платный (Sky Italia) |
| 386 486      | Sky Sport           | Платный (Sky Italia) |